# شپش
شِپِش یک راسته از حشرات است. شپش‌ها انگل خارجی، دائمی و اجباری هستند. اجباری به این معنا است که به غیر از بدن جانداران در جاهای دیگر نمی‌تواند زندگی کند. شپش‌ها در راستهٔ «شپش بی‌بالان» (Phthiraptera) قرار دارند. این راسته دارای بیش از ۳٬۰۰۰ گونه شپش است که انگل خارجی پستانداران و پرندگانند. البته استثناء نیز وجود دارد؛ نوک‌اردکی و خفاش به شپش مبتلا نمی‌شوند.

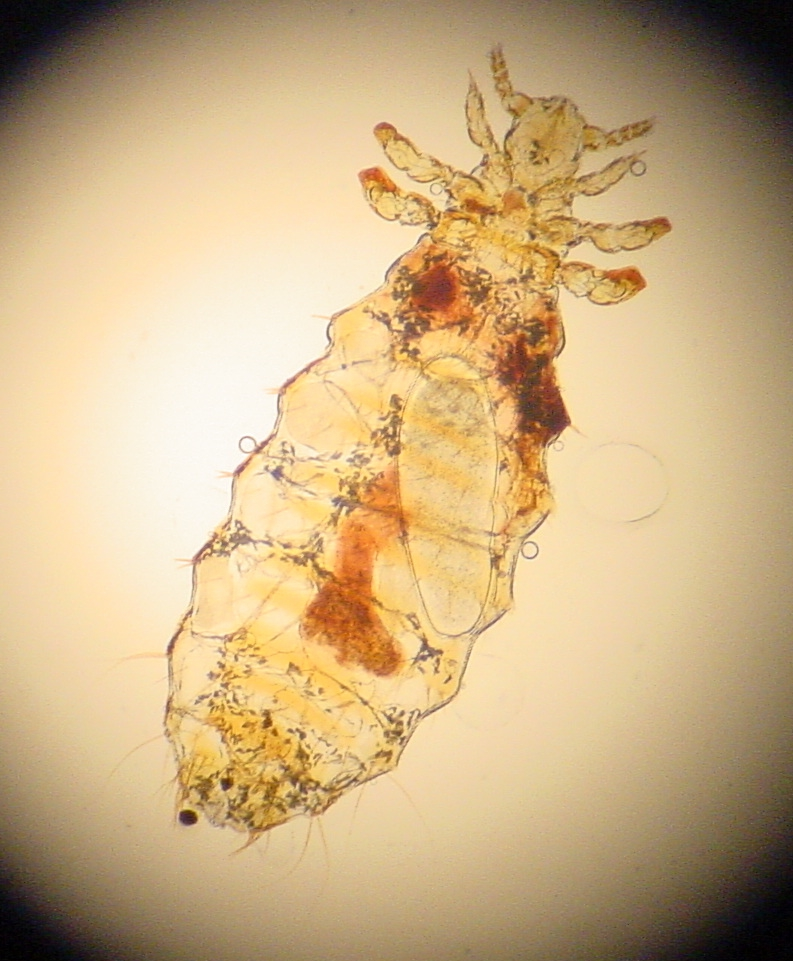
شپش سگ

## طبقه‌بندی
در راستهٔ شپش بی‌بالان ۴ زیرراسته وجود دارد:
1. آنوپلورا (Anoplura) یا شپش‌های گزنده-مکنده که شامل شپش‌های بدن و ناحیهٔ شرمگاهی هستند. (شپش مکنده)
2. رینکوفتیرینا (Rhyncophthirina) که انگل فیل هستند.
3. ایسکنوسرا (Ischnocera) که شپش پرندگان هستند. (سست‌شاخان)
4. آمبلی‌سرا (Amblycera) که شپش جونده در این زیر راسته‌است و ضمائم دهانی این شپش برای تغذیه از پوست و پَر اختصاصی شده‌است

از لحاظ پزشکی زیرراستهٔ آنوپلورا اهمیت دارد که این زیرراسته به نوبهٔ خود شامل دو خانواده می‌شود:
خانوادهٔ پدیکولیده (Pediculidae) که دارای ۲ گونهٔ مهم است:
1. شپش بدن (Pediculus humanus humanus) که شپش تن و بدن است و به نام‌های گوناگونی چون  شپشک پدیکولوس کورپوریس (Corporis) و پدیکولوس هومانوس کورپوریس نامیده می‌شود.
2. شپش سر (Pediculus humanus Capitis) که به نام پدیکولوس کپیتیس نیز نامیده می‌شود و شپش سر است.

خانوادهٔ فتیریده (Phthiridae) که شامل یک گونه به نام شپش عانه یا فتیروس پوبیس (Phthirus pubis) است. این گونه، شپش ناحیهٔ دستگاه تناسلی و شرمگاهی است.
شپش تن و سر اختلافات جزئی دارند و به‌طور کلی شپش سر از نظر اندازه کوچک‌تر، از نظر رنگ تیره‌تر و از نظر پوشش مقاوم‌تر است و شکاف‌های انتهای بدن آن عمیق‌تر است. در آلودگی‌های شدید، شپش سر بر روی بدن دیده می‌شوند ولی هیچ‌گاه شپش تن بر روی سر دیده نمی‌شود.

## ریخت‌شناسی
بدن شپش‌ها از ۳ قسمت سر، سینه و شکم تشکیل شده‌است:
- سر شامل یک جفت چشم ساده تقریباً بیضی شکل، یک زوج آنتن ۵ بندی و ضمائم دهانی از نوع گزنده-مکنده است.
- سینه از ۳ قسمت مفصل یا بند تشکیل شده‌است (پروتوراکس- مزوتوراکس- متاتوراکس) که این ۳ بند در شپش‌ها یکی شده و قطعهٔ واحدی را به وجود آورده‌اند. به هر بند سینه یک جفت پا متصل است که هرکدام دارای ۵ بند است و بالاخره در سینه یک جفت منفذ تنفسی دیده می‌شود.
- شکم از ۷ بند تشکیل شده که منفذ تنفسی (اسپیراکل) روی بندهای اول تا ششم وجود دارد. برای تشخیص نر و ماده از اختصاصات آخر بدن آن‌ها استفاده می‌شود.

هر دو جنس نر و ماده از نظر بیماری‌زایی یکسان هستند. به دلیل این‌که هر دو از انسان خون‌خوراکی می‌کنند.

## زیست‌شناسی
شپشِ سر در سر و به ویژه در نواحی بالای گوش و همچنین در جاهایی که مو پرپشت باشد زندگی می‌کند. شپشِ تن در لباس‌های انسان به ویژه لباس‌های زیر همچنین در درز و شکاف لباس‌ها و جاهایی که بتواند خود را به راحتی مخفی نماید و بیشتر در قسمت‌هایی که لباس با بدن تماس دارد، زیر و کنار ناحیهٔ کمربند، مچ دست دست و مچ پا زندگی می‌کند.
شپش‌ها دارای دگردیسی ناقص هستند؛ بنابراین در زندگی آن‌ها ۳ مرحلهٔ ۱-تخم، ۲-نمف و ۳-بالغ دیده می‌شود. تخم شپش به رنگ سفید و کوچک است و نیت (Nit) یا رِشک نامیده می‌شود. در یک طرف تخم درپوش یا اپرکولوم (Operculum) وجود دارد که دارای منافذ ریزی است که رسیدن هوا به نمف را ممکن می‌سازند. همچنین نمف از طریق این درپوش خارج می‌شود.
رشد نمف دارای ۳ مرحله‌است و در هر مرحله باید خون‌خوراکی کند تا تبدیل به بالغ شود. به محض این‌که نمف خارج شد باید خونخواری کند و اگر در مدت ۲۴ ساعت غذا به شپش بالغ نرسد از بین می‌رود. همچنین اگر به هر دلیلی تخم شپش تا یک ماه باز نشود هرگز باز نمی‌شود که این امر در مبارزه با شپش اهمیت دارد.
واکنش شپش‌ها نسبت به دمای بدن بسیار متفاوت است و همین عامل از نظر همه‌گیرشناسی و انتشار بیماری اهمیت پیدا می‌کند. به عنوان مثال اگر فردی تب داشته باشد و دمای بدن حدود ۴۰ درجه و بالاتر باشد شپش بدن را ترک می‌کند و به سراغ بدن فرد دیگری می‌رود. همچنین اگر فردی در اثر بیماری فوت کند به محض این‌که دمای بدن پایین بیاید شپش بدن را ترک کرده و به بدن دیگری می‌رود که این امر اهمیت زیادی در انتقال بیماری دارد. بهترین دما برای شپش حدود ۲۹ تا ۳۰ درجهٔ سانتی‌گراد است.

## انتشار
هر ۳ نوع شپش انتشار جهانی دارند و از زمان‌های بسیار قدیم وجود داشته‌اند و آن‌ها را روی بدن اجساد مومیایی شده پیدا کرده‌اند؛ ولی غالباً در مناطق معتدل یافت می‌شوند.

## اهمیت پزشکی
آلودگی شدید به شپشِ بدن، شپشِ سر یا شپشِ عانه را اصطلاحاً پدیکولوزیس می‌گویند. پوست بدن برخی افراد که دچار آلودگی شدید هستند حالت خال‌خال دارد. اصطلاحاً به ابتلا به شپش بیماری ولگردان (Vagabond) هم می‌گویند.
مهم‌ترین بیماری‌هایی که به وسیلهٔ شپش انتقال می‌یابد عبارت‌اند از:
- تیفوس اپیدمیک (تیفوس شپشی یا اگزانتماتیک)
- تب بازگشتی شپشی (تب راجعهٔ اپیدمیک)
- تب خندق

## مبارزه
با توجه به زیست‌شناسی شپش، بهترین راه پیشگیری از آلودگی با شپش، رعایت موازین بهداشت فردی به ویژه استحمام و استفاده از آب گرم و صابون است. تعویض لباس‌های زیر، کوتاه کردن موها، رعایت اصول بهسازی محیط و در موقع اضطرار جوشاندن لباس‌ها در دمای بالای ۶۰ درجهٔ سانتی‌گراد و ترجیحاً اتو کردن آن‌ها از راه‌های کاهش احتمال آلودگی به شپش است.
برای رهایی از شپش‌ها، دستگاه رابی کمب توسط وزارت بهداشت آمریکا پیشنهاد می‌گردد. این وسیله با بهره‌گیری از جریان الکتریسیته یکی از روش‌های درمان قطعی شپش در جهان مورد استفادهٔ بیماران آلوده به شپش سر در آمریکا و اروپا است.

## نگارخانه

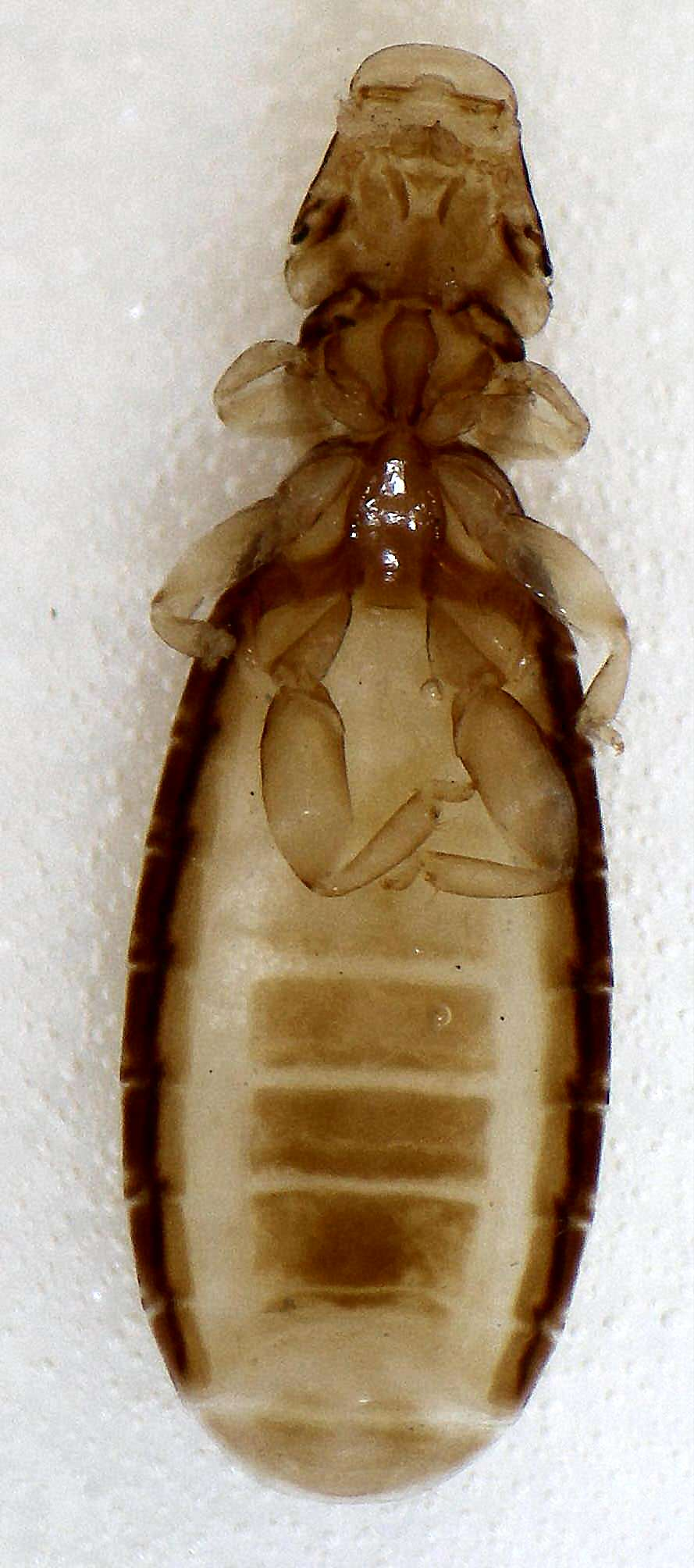
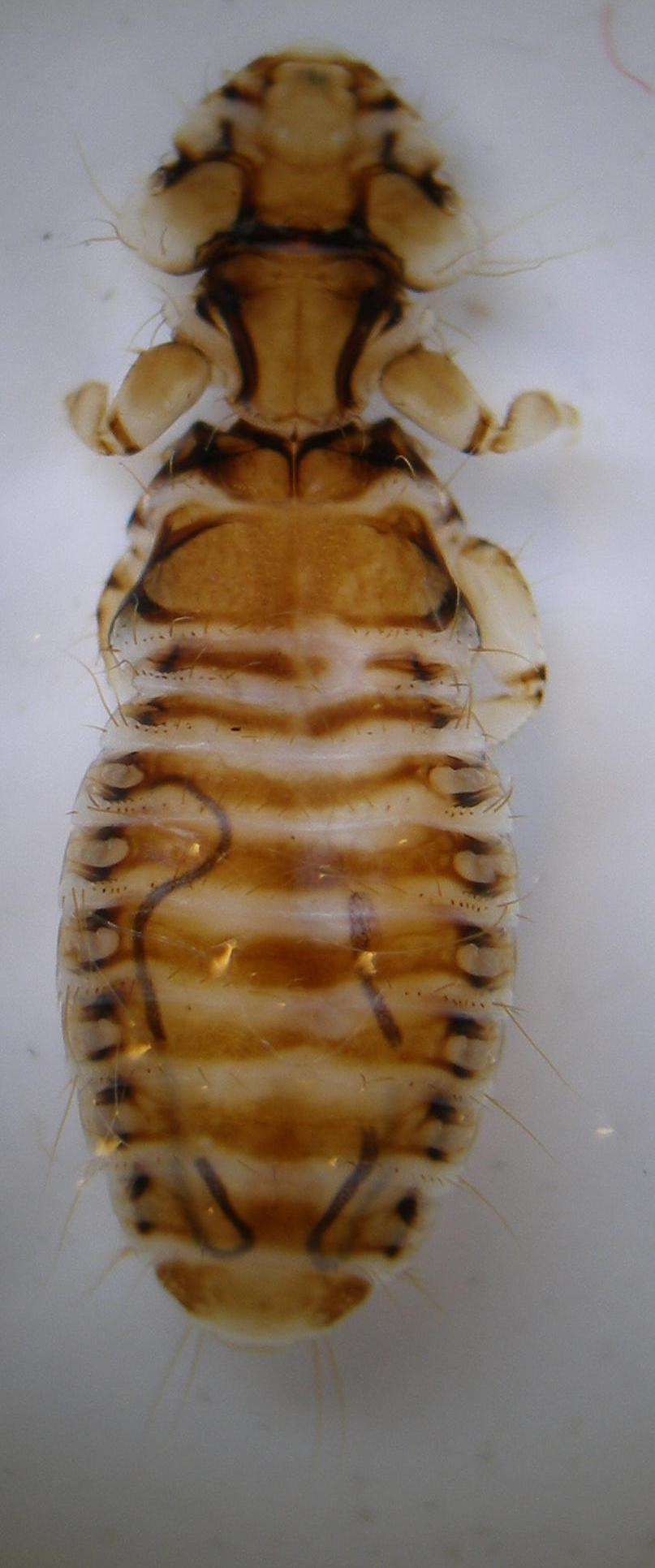
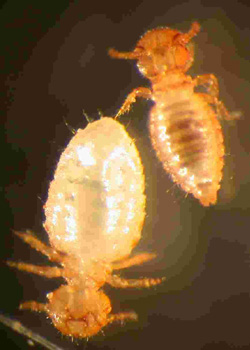
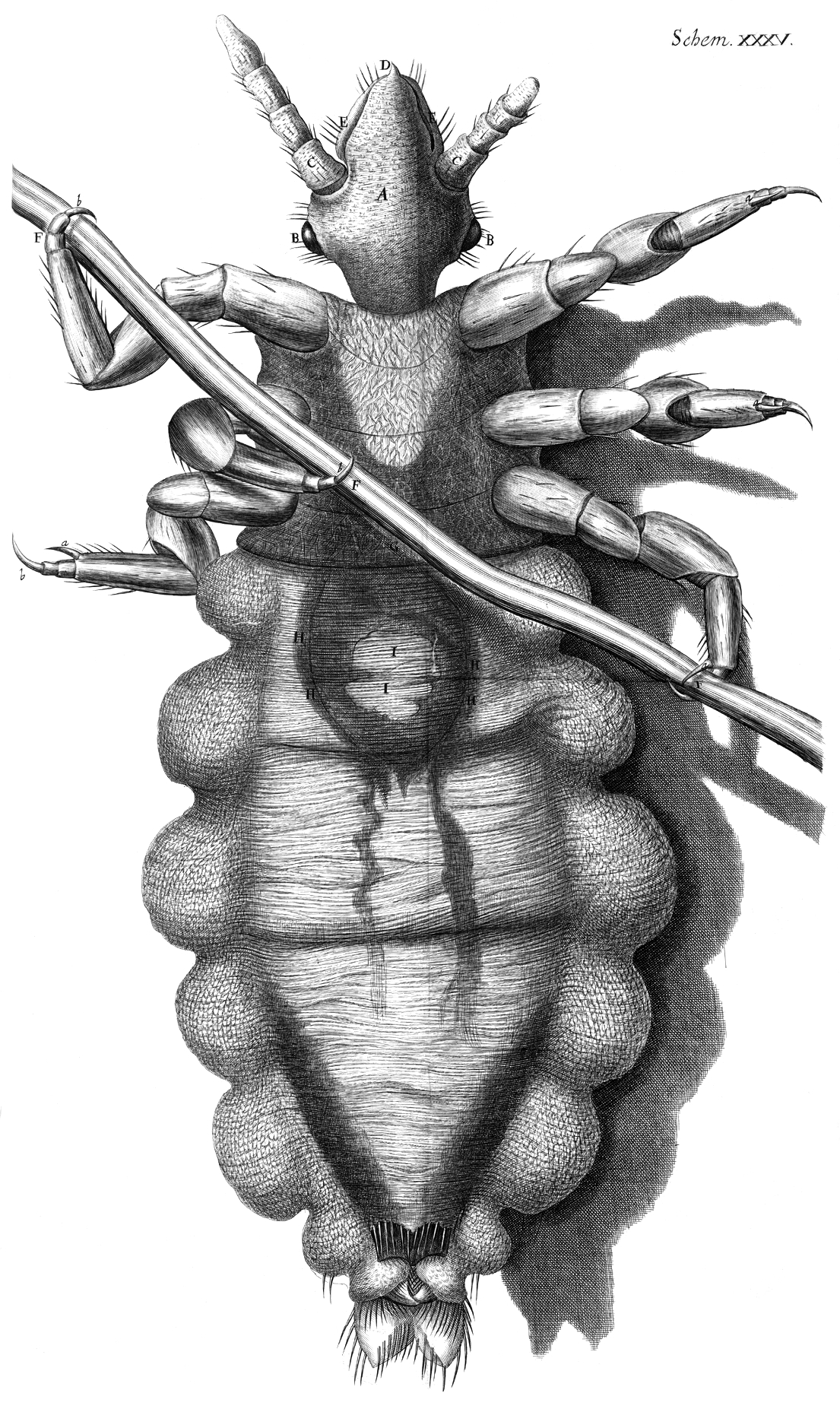